# Sergio Luvualu
Sergio Luvualu (* 9. April 1984 in Pfäffikon SZ) ist ein Schweizer Popsänger. In seinem Heimatland wurde er einem breiten Publikum kurzzeitig durch seine Teilnahme an der ersten Staffel der Castingshow MusicStar bekannt, die im Schweizer Fernsehen zwischen November 2003 und Februar 2004 ausgestrahlt wurde.

## Leben
Luvualu wurde als Sohn einer aus Angola stammenden Flüchtlingsfamilie geboren. Seine Mutter, die in ihrer Heimat als Sängerin und Leiterin eines Frauenchores tätig war, förderte im Kirchenchor von Pfäffikon Luvalus musikalisches Talent. Im Sommer 2003 bewarb er sich für die erste Staffel der Castingshow MusicStar, wo er bis ins Finale vordrang, im Februar 2004 dann aber als fünftletzter Kandidat ausschied. Drei Monate später war er als Backgroundsänger Mitglied der für den Eurovision Song Contest zusammengestellten Gruppe Piero Esteriore & The Musicstars unter Leitung seines ehemaligen MusicStar-Kontrahenten  Piero Esteriore. Sie vertraten die Schweiz mit dem Titel Celebrate!, der es auf Platz 11 der Hitparade schaffte, beim Eurovision-Contest aber im Semifinale scheiterte, ohne einen einzigen Wertungspunkt erhalten zu haben.
Im Oktober 2004 kam Luvualus Debütsingle I Need It auf den Markt, die die unteren Ränge der Schweizer Popcharts erreichte. Das in Zusammenarbeit mit dem Zürcher Musikproduzenten Sergio Fertitta aufgenommene Album verfehlte jedoch diesen Erfolg.

## Diskografie
Singles
- 2004: Celebrate! (Piero Esterio & The MusicStars)
- 2004: I Need It (als Sergio)

Alben
- 2004: The Beginning (als Sergio)